# Joseph Maraite
Joseph Maraite (Weismes, 11 september 1949 – Sankt Vith, 25 april 2021) was een Belgische politicus van de christendemocratische Christlich Soziale Partei (CSP).

## Levensloop
Maraite werd beroepshalve onderwijzer en werkte van 1981 tot 1984 op het ministerie van Nationale Opvoeding, meer bepaald op de cel Duitstalige Gemeenschap, waar hij medeverantwoordelijk was voor het tot stand komen van de eerste Duitstalige Gemeenschapsregering in 1984. 
In april 1977 werd hij voor de CSP verkozen in het Parlement van de Duitstalige Gemeenschap, waar hij bleef zetelen tot in 2009. Van 1984 tot 1986 was hij bovendien in de Duitstalige Gemeenschapsregering minister van Gezondheid, Familie, Sport en Toerisme, waarna hij van 1986 tot 1999 minister-president was van de Duitstalige Gemeenschap.
Van 1977 tot 2017 was hij daarnaast ook gemeenteraadslid van Burg-Reuland, waar hij van 1983 tot 1994 en van 1999 tot 2004 schepen was. Van 2004 tot 2017 was hij burgemeester van de gemeente.
Maraite overleed in april 2021 op 71-jarige leeftijd.